# Амбер Лу
Амбер Џозефин Лу је рођена 18. септембра 1992. године, позната је као професионална певачица која је тренутно активна у Јужној Кореји. Члан јужнокорејске групе „К”. Као солиста почела је да пева у фебруару 2015.

## Младост
Амбер Лу је рођена у Лос Анђелесу, Калифорнија. Њени родитељи су са Тајвана, има једну старију сестру по имену Џеси. Похађала је школу у Лос Анђелесу пре него што се преселила у Јужну Кореју.

## Каријера
Амбер Лу је прошла аудицију у Лос Анђелесу 2008. године. Након годину дана тренинга постала је члан јужнокорејске групе "К" 2009. године у септембру. Амбер Лу је открила да су јој родитељи имали мешовита осећања са њеном музичком каријером. Она је изјавила: "Отац је био врло опрезан, у почетку, али је моја мајка увијек била добра, стварно јој се захваљујем, а онда је убедила и мог тату."

## Соло Активности
Често је сарађивала са другима из друге групе "Забава Уметница". У јуну 2010. године била је на главној сцени тајванског певача, трећег Мандарин студијског албума Дансона Танга. Наступала је на корејским и енглеским репским делима песме, а такође је и приказана и у музичком видео запису песме. 2013. године била је у корејској верзији насловне стазе Хенријевог дебитанског албума назван "1-4-3".
| Година | Наслов | Улога    | Мрежа | Напомене                                     |
| ------ | ------ | -------- | ----- | -------------------------------------------- |
| 2016   | Пратња | Јое Јунг | ТВН   | Објављено 4. новембра 2016—24. децембра 2016 |

## Хоби
Амбер Лу се такође бави писањем текста, текстописац је пише песме себи и другима, репер је и глумица.